# Hedaya Wahba
Hedaya Malak Wahba –en árabe, هداية ملاك وهبة– (Azusa, 21 de abril de 1993) es una deportista egipcia que compite en taekwondo.
Participó en tres Juegos Olímpicos de Verano entre los años 2012 y 2020, obteniendo dos medallas, bronce en Río de Janeiro 2016 y bronce en Tokio 2020. En los Juegos Panafricanos consiguió tres medallas entre los años 2011 y 2019.
Ganó cuatro medallas en el Campeonato Africano de Taekwondo entre los años 2014 y 2021.

## Palmarés internacional
| Juegos Olímpicos    | Juegos Olímpicos                  | Juegos Olímpicos  | Juegos Olímpicos |
| Año                 | Lugar                             | Medalla           | Categoría        |
| ------------------- | --------------------------------- | ----------------- | ---------------- |
| 2016                | Río de Janeiro (Brasil)           | Medalla de bronce | –57 kg           |
| 2020                | Tokio (Japón)                     | Medalla de bronce | –67 kg           |
| Juegos Panafricanos |                                   |                   |                  |
| Año                 | Lugar                             | Medalla           | Categoría        |
| 2011                | Maputo (Mozambique)               | Medalla de oro    | –57 kg           |
| 2015                | Brazzaville (República del Congo) | Medalla de plata  | –57 kg           |
| 2019                | Rabat (Marruecos)                 | Medalla de oro    | –67 kg           |
| Campeonato Africano |                                   |                   |                  |
| Año                 | Lugar                             | Medalla           | Categoría        |
| 2014                | Túnez (Túnez)                     | Medalla de plata  | –57 kg           |
| 2016                | Puerto Saíd (Egipto)              | Medalla de oro    | –57 kg           |
| 2018                | Agadir (Marruecos)                | Medalla de plata  | –73 kg           |
| 2021                | Dakar (Senegal)                   | Medalla de bronce | –67 kg           |